# サンタ・セヴェリーナ
サンタ・セヴェリーナ（イタリア語: Santa Severina）は、イタリア共和国カラブリア州クロトーネ県にある、人口約2,100人の基礎自治体（コムーネ）。

## 地理

### 位置・広がり

#### 隣接コムーネ
隣接するコムーネは以下の通り。
- ベルヴェデーレ・ディ・スピネッロ
- カックーリ
- カステルシラーノ
- ロッカ・ディ・ネート
- ロッカベルナルダ
- サン・マウロ・マルケザート
- スカンダーレ

## 行政

### 分離集落
サンタ・セヴェリーナには、以下の分離集落（フラツィオーネ）がある。
- Altilia, Armirò, Campodenaro

## 文化・観光
「イタリアの最も美しい村」クラブ加盟コムーネである。